# Friedrich Graesel
Johann Georg Friedrich Graesel (Gräsel) (* 9. November 1837 in Kulm; † 6. Juni 1913 ebenda) war ein deutscher Landwirt und Politiker.

## Leben
Graesel war der Sohn des Gutsbesitzers Johann Christoph Heinrich Gräsel aus Kulm und dessen Ehefrau Christiane Sophie geborene Süssenguth aus Langgrün. Er war evangelisch-lutherischer Konfession und heiratete am 7. Mai 1857 in Kulm Johanne Christiane Dorothea Fröhlich (* 1. Februar 1836 in Kulm; † 30. Dezember 1888 ebenda), die Tochter des Bauerngutsbesitzers Johannes Fröhlich in Kulm.
Graesel lebte als Gutsbesitzer in Kulm, wo er auch Bürgermeister war. 1902 wurde er mit der fürstlich silbernen Verdienstmedaille ausgezeichnet. Vom 31. Oktober 1886 bis zum 14. September 1889 und erneut vom 23. Oktober 1892 bis zum 26. September 1901 war er Abgeordneter im Landtag Reuß jüngerer Linie. 